# Władysława Insarew-Roszczyn
Władysława Maria Insarew-Roszczyn z domu Gowin, także Insarew-Roszczynowa (ur. 21 grudnia 1923 w Krakowie, zm. 24 marca 2013) – polska romanistka, nauczycielka i wykładowca języka francuskiego.

## Życiorys
Władysława Insarew-Roszczyn urodziła się w 1923 w Krakowie w rodzinie Gowinów, jako córka Heleny i Franciszka. Do wybuchu II wojny światowej ukończyła naukę w szkole powszechnej oraz 3 klasy gimnazjum prowadzonego przez Urszulanki. W trakcie niemieckiej okupacji uczyła się w Zawodowej Szkole Przemysłowej oraz Szkole Handlowej w Krakowie, a także uczestniczyła w tajnym nauczaniu. W trybie tym ukończyła 2 klasy liceum, a w czerwcu 1943 zdała maturę. Następnie studiowała filologię romańską na tajnych kompletach, kontynuowaną na Uniwersytecie Jagiellońskim do czerwca 1946.
W okresie II wojny światowej zaangażowała się w wysyłanie listów i paczek więźniom obozów, w tym m.in. Waldemarowi Insarew-Roszczynowi, za którego wyszła za mąż po wojnie, i z którym w 1946 przeniosła się do Łodzi, w celu podjęcia studiów w Studium Języka i Literatury Francuskiej na Uniwersytecie Łódzkim, kierowanym przez Bolesława Kielskiego. W 1947 podjęła pracę w XVII Liceum dla Pracujących w Łodzi. Została jednak zmuszona do zakończenia pracy w zawodzie ze względu na sytuację polityczną i ochłodzenie stosunków z krajami Europy Zachodniej i zatrudniona w Biurze Importowo-Eksportowym Przemysłu Papierniczego w Łodzi. W listopadzie 1950 uzyskała tytuł magistra filologii w zakresie filologii francuskiej.
W wyniku odwilży politycznej powróciła do pracy w roli nauczyciela w 1957 w szkole podstawowej nr 157 w Łodzi. latach 1959–1965 była nauczycielką języka francuskiego w XXII Liceum Ogólnokształcącym w Łodzi, a następnie w latach 1965–1973 w XIII Liceum Ogólnokształcącym im. Marii Piotrowiczowej w Łodzi. Następnie w międzyczasie 1959 wyjechała na stypendium do młodzieżowego ośrodka UNESCO we Francji, a w 1960 wyjechała na stypendium naukowo-dydaktyczne do Institut de Touraine w Tours. W 1963 wyjechała do Sèvres na staż językowo-dydaktyczny, gdzie zainteresowała ją metodologia SGAV – metoda audiowizualna nauki języków obcych. W 1966 w Besançon zdała egzamin uprawniający do używania metody audiowizualnej. Następnie w XIII Liceum Ogólnokształcącym rozpoczęła skuteczne starania o umożliwienie nauki języka francuskiego w oparciu o specjalistyczne podręczniki Voix et images de France i metodę SGAV, doprowadzając do wdrożenia nowych metod nauczania, uruchomienia laboratorium językowego przy wsparciu Ambasady Francji. Następnie Władysława Insarew-Roszczyn prowadziła pokazy nauki języka dla nauczycieli z Polski w oparciu o nową metodę. W latach 1959–1970 prowadziła również wakacyjne kursy dla nauczycieli języka francuskiego. Ponadto uczestniczyła w pracach sekcji francuskiej Łódzkiego Ośrodka Metodycznego, a w 1963 została powołana przez Ministerstwo Oświaty do komisji programowej oceniającej programy nauczania.
W kolejnych latach na szkoleniach we Francji wyrobiła certyfikaty: CREDIF, BELC, CIEP, IPFE na Sorbonie oraz CAREL w Royan, a także pod kierunkiem Ludwika Zabrockiego obroniła pracę doktorską „Zastosowanie Metody audio-wizualnej «Voix et images de France» w szkole średniej ogólnokształcącej” na Uniwersytecie Adama Mickiewicza w Poznaniu, zyskując tytuł doktora nauk humanistycznych z zakresu językoznawstwa stosowanego.
Po reaktywacji Katedry Filologii Romańskiej na Uniwersytecie Łódzkim w 1973 Władysława Insarew-Roszczyn została starszym wykładowcą. Prowadziła zajęcia z zakresu przygotowywania studentów do zawodu nauczyciela, w tym z zakresu metodyki nauczania języka francuskiego jako języka obcego. W 1978 utworzyła Łódzki Ośrodek Polskiego Komitetu Współpracy z Alliance Fançaise, którego była pierwszym kierownikiem. Przeszła na emeryturę w styczniu 1987, kontynuując współpracę z Alliance Française. W 1998 po śmierci męża przeprowadziła się do Poznania by być bliżej córki.
Władysława Insarew-Roszczyn należała do redakcji czasopisma „Języki Obce w Szkole”, ponadto byłą twórczynią Nauczycielskiego Kolegium Języka Francuskiego Uniwersytetu Łódzkiego.
Zmarła 24 marca 2013 i została pochowana na cmentarzu Junikowo w Poznaniu.

## Odznaczenia
- Srebrny Krzyż Zasługi,
- Złoty Krzyż Zasługi,
- Medal Komisji Edukacji Narodowej,
- Order Palm Akademickich (1980),
- Honorowa Odznaka Miasta Łodzi,
- Odznaka „Za Zasługi dla Miasta Łodzi”,
- Medal Polskiego Towarzystwa Neofilologicznego im. Prof. Ludwika Zabrockiego, za szczególny wkład dla rozwoju polskiej myśli glottodydaktycznej,
- Krzyż Kawalerski Orderu Odrodzenia Polski[1]
- Medal za Długoletnie Pożycie Małżeńskie[3],
- Złota Odznaka Uniwersytetu Łódzkiego,
- Medal „Uniwersytet Łódzki w Służbie Społeczeństwa i Nauki”[1].